# Denver Film Critics Society Awards 2017
8. ročník předávání cen sdružení Denver Film Critics Society Awards se konal 15. ledna 2018. Nominace byly oznámeny dne 8. ledna 2018.

## Vítězové a nominovaní

### Nejlepší film
Lady Bird
- Tvář vody
- Dej mi své jméno
- Uteč
- Dunkerk

### Nejlepší režisér
Christopher Nolan – Dunkerk
- Guillermo del Toro – Tvář vody
- Greta Gerwig – Lady Bird
- Luca Guadagnino – Dej mi své jméno
- Jordan Peele – Uteč

### Nejlepší adaptovaný scénář
James Ivory – Dej mi své jméno
- Aaron Sorkin – Velká hra
- Scott Neustadter a Michael H. Weber – The Disaster Artist: Úžasný propadák
- Scott Frank, James Mangold a Michael Green – Logan: Wolverine
- Rian Johnson – Star Wars: Poslední z Jediů

### Nejlepší původní scénář
Uteč – Jordan Peele
- Pěkně blbě – Emily V. Gordon a Kumail Nanjiani
- Lady Bird – Greta Gerwig
- Já, Tonya – Steven Rogers
- Tři billboardy kousek za Ebbingem – Martin McDonagh

### Nejlepší herec v hlavní roli
Gary Oldman – Nejtemnější hodina
- James Franco – The Disaster Artist: Úžasný propadák
- Daniel Day-Lewis – Nit z přízraků
- Timothée Chalamet – Dej mi své jméno
- Harry Dean Stanton – Lucky

### Nejlepší herečka v hlavní roli
Saoirse Ronan – Lady Bird
- Frances McDormandová – Tři billboardy kousek za Ebbingem
- Sally Hawkins – Tvář vody
- Margot Robbie – Já, Tonya
- Meryl Streep – Akta Pentagon: Skrytá válka

### Nejlepší herec ve vedlejší roli
Willem Dafoe – The Florida Project
- Sam Rockwell – Tři billboardy kousek za Ebbingem
- Woody Harrelson – Tři billboardy kousek za Ebbingem
- Armie Hammer – Dej mi své jméno
- Ray Romano – Pěkně blbě

### Nejlepší herečka ve vedlejší roli
Allison Janney – Já, Tonya
- Holly Hunter – Pěkně blbě
- Laurie Metcalf – Lady Bird
- Mary J. Blige – Mudbound
- Bria Vinaite – The Florida Project

### Nejlepší dokument
Visages, villages
- Chasing Coral
- Dawson City: Frozen Time
- Jane
- The Work

### Nejlepší cizojazyčný film
Thelma
- Fantastická žena
- First They Killed My Father
- Foxtrot
- Zkouška dospělosti

### Nejlepší animovaný film
Coco
- Já, padouch 3
- LEGO Batman film
- S láskou Vincent
- Živitel

### Nejlepší hororový/sci-fi film
Uteč
- Star Wars: Poslední z Jediů
- To
- Logan: Wolverine
- Blade Runner 2049

### Nejlepší komedie
Pěkně blbě
- Thor: Ragnarok
- The Disaster Artist: Úžasný propadák
- Lady Bird
- Já, Tonya

### Nejlepší vizuální efekty
Válka o planetu opic
- Star Wars: Poslední z Jediů
- Dunkerk
- Tvář vody
- Blade Runner 2049

### Nejlepší filmová píseň
„Remember Me“ – Coco
- „This Is Me“ – Největší showman
- „Evermore“ – Kráska a zvíře
- „Vision of Gideon“ – Dej mi své jméno
- „Mystery of Love“ – Dej mi své jméno

### Nejlepší skladatel
Hans Zimmer – Dunkerk
- Dario Marianelli – Nejtemnější hodina
- Jonny Greenwood – Nit z přízraků
- Hans Zimmer a Benjamin Wallfisch – Blade Runner 2049
- Alexandre Desplat – Tvář vody